# Compactor

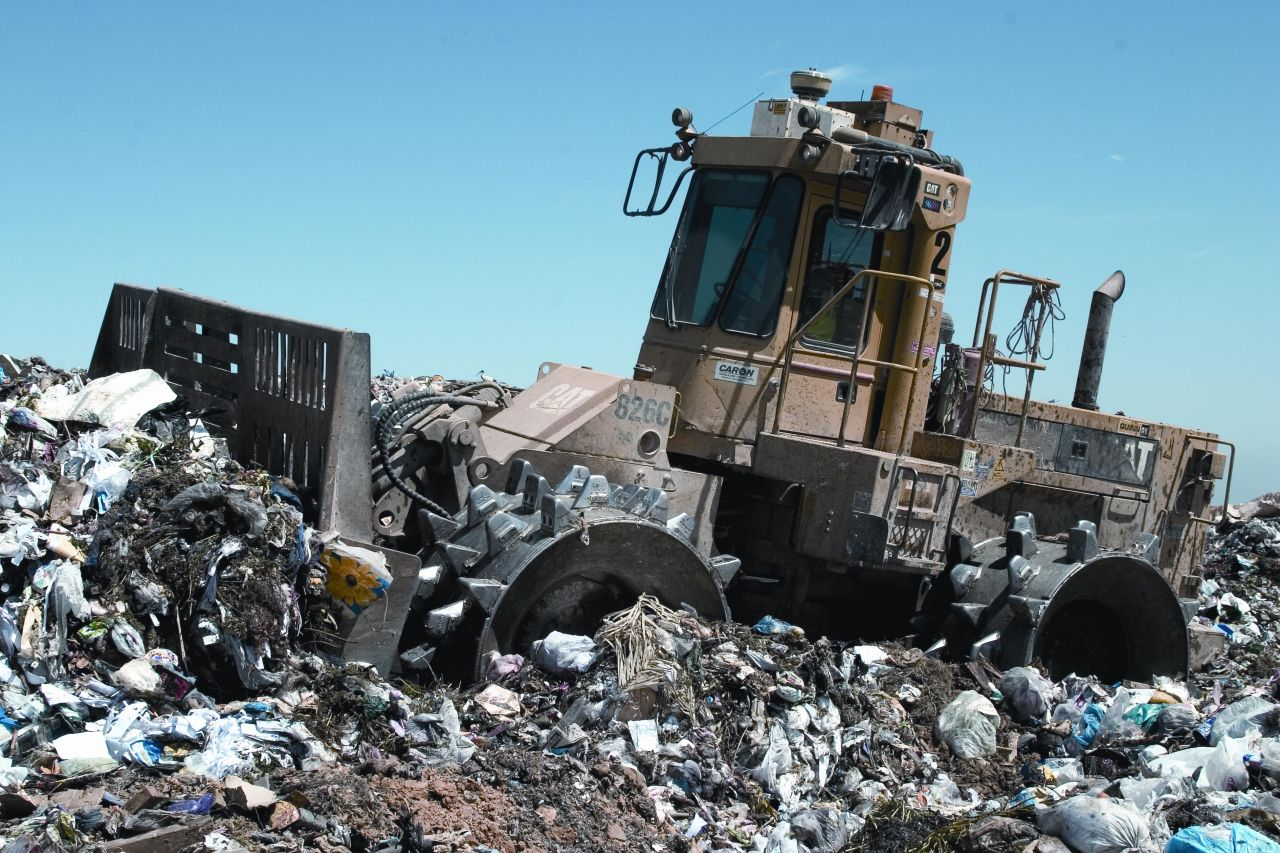
Compactor

Un compactor este un utilaj, o mașină sau o instalație de comprimare pe verticală a terenului în vederea măririi rezistenței acestuia la presiunea clădirilor, instalațiilor sau materialelor ce stau pe el.

## Categorii de compactoare
- După gradul de complexitate compactoarele pot fi simple sau complexe.

Compactoare simple nu necesită personal special calificat, acestea fiind maiuri mecanice sau plăci vibratoare.
Mai mecanic
Placă vibratoare
Compactoarele complexe necesită personal calificat pentru conducere directă sau pentru conducerea tractoarelor de remorcare. Compactoare complexe sunt de exemplu rulourile compactoare metalice, rulourile pe pneuri și compactoarele vibratoare.
- După procedeul de compactare utilajele respective se clasifică după metoda de lucru folosită

Compactoare cu acțiune statică
Compactoare cu acțiune dinamică
Compactoare prin vibrare
Compactoare cu acțiune combinată.
- După modul de deplasare se construiesc mașini de compactare remorcate sau cu autopropulsie.

Compactoarele cu autopropulsie pot fi cu mobilitate mare cum sunt compactoarele cu rulouri de toate categoriile sau cu mobilitate redusă cum sunt plăcile vibratoare, maiurile mecanice, plăcile compactoare cu acțiune dinamică.

## Compactoare tractate
Compactoarele tractate sunt alcătuite din unul sau mai mulți tăvălugi remorcați de tractoare.Se folosesc în general pentru compactarea pământurilor afânate.Compactoarele netede sau pe pneuri pot fi folosite pentru compactarea terenurilor coezive sau necoezive, iar cele cu picior de oaie, îndeosebi pentru compactarea pământurilor coezive.
Parametri compactoarelor tractate sunt greutatea și forța activă specifică exercitată asupra solului.Forța activă specifică asupra solului pentru compactoarele netede este forța (greutatea) repartizată pe un centimetru liniar din lățimea ruloului, iar pentru cele cu proeminențe sau cu roți pe pneuri, forța(greutatea) repartizată pe un centimetru pătrat călcat de proeminență, sau peu centimetru pătrat al amprentei pneului.
- Din punctul de vedere al greutății și forței active specifice compactoarele tractate pot fi:

Compactoare ușoare
Au greutatea până la 50 kN și forța activă specifică liniară de 30-50daN/cm;
Compactoare mijlocii
Au greutatea de 50_100kN și forța activă specifică liniară de 40-65daN/cm;
Compactoare grele
Au greutatea de 100-150 kN și forța activă specifică de 50-80 daN/cm;
Compactoare foarte grele
Au greutatea de peste 150 kN și forța activă specifică mai mare de 80daN/cm.
Ruloul compactor metalic
Suprafața de compactare a tăvălugului poate fi netedă sau cu proeminențe.